# Prueba Villafranca de Ordizia 2013
De 90e editie van de wielerwedstrijd Prueba Villafranca de Ordizia werd gehouden op 25 juli 2013. De wedstrijd maakte deel uit van de UCI Europe Tour 2013. De titelverdediger was de Spanjaard Gorka Izagirre. In de wedstrijd worden er naast de normale rituitslag ook prijzen uitgereikt aan de winnaars van andere klassementen, wat ongebruikelijk is voor een eendagswedstrijd. De wedstrijd werd gewonnen door de Eritreër Daniel Teklehaimanot.

## Deelnemende ploegen
UCI World Tour-ploegen
- Euskaltel-Euskadi
- Cannondale Pro Cycling Team
- Katjoesja
- Team Movistar
- Orica-GreenEdge

Professionele continentale ploegen
- Bretagne-Séché Environnement
- Caja Rural-Seguros RGA
- Cofidis
- Sojasun

Continentale ploegen
- Burgos BH-Castilla y León
- Euskadi

## Startlijst

### Euskaltel-Euskadi
| Rugnummer | Naam                  | Prestaties | Opmerkingen | Klassering |
| --------- | --------------------- | ---------- | ----------- | ---------- |
| 1         | Gorka Izagirre        |            |             | 37         |
| 2         | Jon Aberasturi        |            | Opgave      | DNF        |
| 3         | Jorge Azanza          |            |             | 35         |
| 4         | Peio Bilbao           |            | Opgave      | DNF        |
| 5         | Ricardo Garcia Ambroa |            |             | 67         |
| 6         | Mikel Landa           |            |             | 58         |
| 7         | Egoi Martínez         |            |             | 34         |
| 8         | Mikel Nieve           |            | Opgave      | DNF        |
| 9         | Pablo Urtasun         |            | Opgave      | DNF        |
| 10        | Gorka Verdugo         |            |             | 7          |

### Cannondale Pro Cycling Team
| Rugnummer | Naam                 | Prestaties | Opmerkingen | Eindklassering |
| --------- | -------------------- | ---------- | ----------- | -------------- |
| 11        | Moreno Moser         |            |             | 51             |
| 12        | Federico Canuti      |            | Opgave      | DNF            |
| 13        | Damiano Caruso       |            | Opgave      | DNF            |
| 14        | Matthias Krizek      |            |             | 56             |
| 15        | Alessandro De Marchi |            |             | 6              |
| 16        | Kristjan Koren       |            |             | 55             |
| 17        | Paolo Longo Borghini |            |             | 57             |
| 18        | Stefano Agostini     |            |             | 15             |

### Katjoesja
| Rugnummer | Naam               | Prestaties | Opmerkingen | Eindklassering |
| --------- | ------------------ | ---------- | ----------- | -------------- |
| 21        | Simon Špilak       |            | Opgave      | DNF            |
| 22        | Xavier Florencio   |            | Opgave      | DNF            |
| 23        | Vladimir Goesev    |            |             | 13             |
| 24        | Vladimir Isajtsjev |            |             | 40             |
| 25        | Dmitri Kozontsjoek |            |             | 39             |
| 26        | Timofej Kritski    |            |             | 59             |
| 27        | Ángel Vicioso      |            | Opgave      | DNF            |

### Team Movistar
| Rugnummer | Naam             | Prestaties | Opmerkingen | Eindklassering |
| --------- | ---------------- | ---------- | ----------- | -------------- |
| 31        | Beñat Intxausti  |            |             | 18             |
| 32        | Juan José Cobo   |            | Opgave      | DNF            |
| 33        | Jesús Herrada    |            |             | 5              |
| 34        | José Herrada     |            |             | 22             |
| 35        | Vladimir Karpets |            | Opgave      | DNF            |
| 36        | Pablo Lastras    |            |             | 45             |
| 37        | Ángel Madrazo    |            |             | 2              |
| 38        | Enrique Sanz     |            | Opgave      | DNF            |
| 39        | Eloy Teruel      |            | Opgave      | DNF            |

### Orica-GreenEdge
| Rugnummer | Naam                 | Prestaties | Opmerkingen | Eindklassering |
| --------- | -------------------- | ---------- | ----------- | -------------- |
| 41        | Allan Davis          |            | Opgave      | DNF            |
| 42        | Fumiyuki Beppu       |            |             | 31             |
| 43        | Jens Keukeleire      |            |             | 53             |
| 44        | Sebastian Langeveld  |            | Opgave      | DNF            |
| 45        | Michael Matthews     |            |             | 32             |
| 46        | Travis Meyer         |            | Opgave      | DNF            |
| 47        | Wesley Sulzberger    |            |             | 4              |
| 48        | Daniel Teklehaimanot | Winnaar    |             | 1              |

### Bretagne-Séché Environnement
| Rugnummer | Naam             | Prestaties | Opmerkingen | Eindklassering |
| --------- | ---------------- | ---------- | ----------- | -------------- |
| 51        | Florian Guillou  |            |             | 19             |
| 52        | Jean-Marc Bideau |            |             | 33             |
| 53        | Renaud Dion      |            |             | 46             |
| 54        | Armindo Fonseca  |            |             | 25             |
| 55        | Arnaud Gérard    |            |             | 47             |
| 56        | Benoît Jarrier   |            | Opgave      | DNF            |
| 57        | Jean-Luc Delpech |            | Opgave      | DNF            |
| 58        | Gaël Malacarne   |            |             | 44             |
| 59        | Sébastien Duret  |            |             | 28             |
| 60        | Florian Vachon   |            |             | 11             |

### Caja Rural-Seguros RGA
| Rugnummer | Naam                              | Prestaties     | Opmerkingen | Eindklassering |
| --------- | --------------------------------- | -------------- | ----------- | -------------- |
| 61        | David Arroyo                      |                |             | 3              |
| 62        | Amets Txurruka                    |                |             | 16             |
| 63        | Javier Aramendia                  |                |             | 26             |
| 64        | André Cardoso                     | Bergklassement |             | 49             |
| 65        | Fabricio Ferrari                  |                |             | 30             |
| 66        | Marcos García                     |                |             | 9              |
| 67        | Francesco Lasca                   |                | Opgave      | DNF            |
| 68        | Danail Petrov (Bulgaars kampioen) |                |             | 38             |
| 69        | Antonio Piedra                    |                |             | 14             |
| 70        | Ivan Velasco                      |                |             | 20             |

### Cofidis
| Rugnummer | Naam              | Prestaties | Opmerkingen | Eindklassering |
| --------- | ----------------- | ---------- | ----------- | -------------- |
| 71        | Cyril Bessy       |            |             | 21             |
| 72        | Nicolas Edet      |            |             | 8              |
| 73        | Egoitz García     |            |             | 10             |
| 74        | Romain Hardy      |            |             | 52             |
| 75        | Arnaud Labbe      |            | Opgave      | DNF            |
| 76        | Romain Lemarchand |            | Opgave      | DNF            |
| 77        | Adrien Petit      |            | Opgave      | DNF            |
| 78        | Stéphane Poulhiès |            |             | 65             |

### Sojasun
| Rugnummer | Naam                | Prestaties | Opmerkingen | Eindklassering |
| --------- | ------------------- | ---------- | ----------- | -------------- |
| 81        |                     |            |             |                |
| 82        | Fabrice Jeandesboz  |            |             | 54             |
| 83        | Christophe Laborie  |            |             | 43             |
| 84        | David Le Lay        |            |             | 27             |
| 85        | Jean-Lou Paiani     |            |             | 68             |
| 86        | Rémi Pauriol        |            |             | 50             |
| 87        | Paul Poux           |            |             | 24             |
| 88        | Fabien Schmidt      |            | Opgave      | DNF            |
| 89        | Evaldas Šiškevičius |            |             | 42             |
| 90        | Etienne Tortelier   |            |             | 61             |

### Burgos BH-Castilla y León
| Rugnummer | Naam                   | Prestaties | Opmerkingen | Eindklassering |
| --------- | ---------------------- | ---------- | ----------- | -------------- |
| 91        | Moisés Dueñas          |            |             | 48             |
| 92        | Steve Bekaert          |            |             | 23             |
| 93        | David Belda            |            |             | 60             |
| 94        | Federico Butto         |            | Opgave      | DNF            |
| 95        | Ander Arranz           |            | Opgave      | DNF            |
| 96        | Jesús Del Pino         |            |             | 17             |
| 97        | Dario Hernández Illana |            |             | 63             |
| 98        | Unai Arranz            |            | Opgave      | DNF            |
| 99        | Juan Carlos Riutort    |            | Opgave      | DNF            |
| 100       | Pablo Torres Muino     |            | Opgave      | DNF            |

### Euskadi
| Rugnummer | Naam                          | Prestaties       | Opmerkingen | Eindklassering |
| --------- | ----------------------------- | ---------------- | ----------- | -------------- |
| 101       | Mikel Aristi Gardoki          |                  |             | 69             |
| 102       | Aritz Bagües                  |                  |             | 29             |
| 103       | Carlos Barbero Cuesta         |                  |             | 66             |
| 104       | Mikel Bizkarra                |                  |             | 36             |
| 105       | Unai Iparragirre Azpiazu      | Puntenklassement |             | 62             |
| 106       |                               |                  |             |                |
| 107       |                               |                  |             |                |
| 108       | Igor Merino Cortazar          |                  |             | 41             |
| 109       | Haritz Orbe Urrutia           |                  |             | 12             |
| 110       | Illart Zuazubiskar Gallastegi |                  |             | 64             |

## Uitslagen

### Rituitslag
| Rituitslag |                      |                           |          |
| Plaats     | Naam                 | Ploeg                     | Tijd     |
| 1          | Daniel Teklehaimanot | Orica-GreenEdge           | 3u55'18" |
| 2          | Angel Madrazo        | Team Movistar             | +2"      |
| 3          | David Arroyo         | Caja Rural-Seguros RGA    | +8"      |
| 4          | Wesley Sulzberger    | Orica-GreenEdge           | +8"      |
| 5          | Jesús Herrada        | Team Movistar             | +8"      |
|            |                      |                           |          |
| 23         | Steve Bekaert        | Burgos BH-Castilla y León | +2'25"   |

### Ploegenklassement
| Ploegenklassement |                        |           |
| Plaats            | Ploeg                  | Tijd      |
| 1                 | Team Movistar          | 11u46'57" |
| 2                 | Caja Rural-Seguros RGA | +13"      |
| 3                 | Cofidis                | +54"      |

### Bergklassement
| Bergklassement |                               |                        |        |
| Plaats         | Naam                          | Ploeg                  | Punten |
| 1              | André Cardoso                 | Caja Rural-Seguros RGA | 12     |
| 2              | Illart Zuazubiskar Gallastegi | Euskadi                | 9      |
| 3              | Igor Merino Cortazar          | Euskadi                | 4      |
|                |                               |                        |        |
| 9              | Jens Keukeleire               | Orica-GreenEdge        | 2      |

### Puntenklassement
| Puntenklassement |                               |                 |        |
| Plaats           | Naam                          | Ploeg           | Punten |
| 1                | Unai Iparragirre Azpiazu      | Euskadi         | 6      |
| 2                | Jens Keukeleire               | Orica-GreenEdge | 4      |
| 3                | Illart Zuazubiskar Gallastegi | Euskadi         | 3      |

Etappewedstrijden

 Ster van Bessèges · 
 Ronde van de Middellandse Zee · 
 Ruta del Sol · 
 Ronde van de Algarve · 
 Ronde van de Haut-Var · 
 Driedaagse van West-Vlaanderen · 
 Internationale Wielerweek · 
 Internationaal Wegcriterium · 
 Driedaagse van De Panne-Koksijde · 
 Ronde van de Sarthe · 
 Ronde van Trentino · 
 Ronde van Turkije · 
 Ronde van Asturië · 
 Vierdaagse van Duinkerke · 
 Ronde van Azerbeidzjan · 
 Szlakiem Grodòw Piastowskich · 
 Ronde van Castilië en León · 
 Ronde van Picardië · 
 Ronde van Noorwegen · 
 World Ports Classic · 
 Ronde van Beieren · 
 Ronde van België · 
 Tour des Fjords · 
 Ronde van Estland · 
 Ronde van Luxemburg · 
 Boucles de la Mayenne · 
 Ster ZLM Toer · 
 Ronde van Slovenië · 
 Route du Sud · 
 Ronde van Oostenrijk · 
 Sibiu Cycling Tour · 
 Ronde van Wallonië · 
 Ronde van Portugal · 
 Ronde van Denemarken · 
 Ronde van de Ain · 
 Ronde van Burgos · 
 Arctic Race of Norway · 
 Ronde van de Limousin · 
 Ronde van Poitou-Charentes · 
 Wielerweek van Lombardije · 
 Ronde van Groot-Brittannië · 
 Ronde van Gévaudan Languedoc-Roussillon · 
 Eurométropole Tour
Eendaagse wedstrijden

 GP La Marseillaise · 
 Grote Prijs van de Etruskische Kust · 
 Trofeo Palma · 
 Trofeo Ses Salines · 
 Trofeo Serra de Tramuntana · 
 Trofeo Platja de Muro · 
 Trofeo Laigueglia · 
 Ronde van Murcia · 
 Omloop Het Nieuwsblad · 
 Classic Sud Ardèche · 
 GP Lugano · 
 Clásica de Almería · 
 Kuurne-Brussel-Kuurne · 
 La Drôme Classic · 
 Le Samyn · 
 GP Città di Camaiore · 
 Strade Bianche · 
 Roma Maxima · 
 Ronde van Drenthe · 
 Dwars door Drenthe · 
 Nokere Koerse · 
 GP Nobili Rubinetterie · 
 Handzame Classic · 
 Classic Loire-Atlantique · 
 Grote Prijs van Cholet-Pays de Loire · 
 Dwars door Vlaanderen · 
 Route Adélie de Vitré · 
 Volta Limburg Classic · 
 Grote Prijs Miguel Indurain · 
 Ronde van La Rioja · 
 Scheldeprijs · 
 GP Pino Cerami · 
 Klasika Primavera · 
 Parijs-Camembert · 
 Brabantse Pijl · 
 GP Denain · 
 Ronde van de Finistère · 
 Tro Bro Léon · 
 Ronde van Keulen · 
 La Roue Tourangelle · 
 Rund um den Finanzplatz Eschborn-Frankfurt · 
 Ronde van de Somme · 
 ProRace Berlin · 
 Grote Prijs van Plumelec · 
 Boucles de l'Aulne · 
 Ronde van Zeeland Seaports · 
 Trofeo Melinda · 
 GP Kanton Aargau · 
 Ronde van Limburg · 
 Ronde van de Apennijnen · 
 Halle-Ingooigem · 
 Trofeo Matteotti · 
 Prueba Villafranca de Ordizia · 
 GP Industria & Artigianato-Larciano · 
 Ronde van Toscane · 
 Circuito de Getxo · 
 Polynormande · 
 RideLondon Classic · 
 GP Stad Zottegem · 
 Dutch Food Valley Classic · 
 Châteauroux Classic de l'Indre · 
 Druivenkoers Overijse · 
 Ronde van Veneto · 
 Schaal Sels · 
 Memorial Rik Van Steenbergen · 
 Brussels Cycling Classic · 
 GP Fourmies · 
 Ronde van de Doubs · 
 GP Jef Scherens · 
 Coppa Bernocchi · 
 Coppa Agostoni · 
 GP van Wallonië · 
 Ronde van de Drie Valleien · 
 Kampioenschap van Vlaanderen · 
 Memorial Marco Pantani · 
 Grote Prijs Impanis-Van Petegem · 
 GP van Isbergues · 
 GP Industria & Commercio di Prato · 
 Omloop van het Houtland · 
 Duo Normand · 
 Milaan-Turijn · 
 Ronde van Piëmont · 
 Ronde van het Münsterland · 
 Pro Cycling Marathon · 
 Ronde van de Vendée · 
 Memorial Frank Vandenbroucke · 
 Coppa Sabatini · 
 Parijs-Bourges · 
 Ronde van Emilia · 
 GP Beghelli · 
 Parijs-Tours · 
 Nationale Sluitingsprijs · 
 Ronde van Romagna · 
 Chrono des Nations